# 79-й гвардейский ракетный полк
79-й гвардейский ракетный Севастопольский Краснознамённый полк (в/ч 18278, с 1978 года — в/ч 19970) — ракетный полк, в разное время входивший в состав 29-й гвардейской ракетной Витебской ордена Ленина Краснознамённой дивизии 50-й ракетной армии РВСН дислоцировавшийся в г. Плунге Литовской ССР и 8-й Мелитопольской Краснознамённой ракетной дивизии 31-й ракетной армии с дислокацией в пгт. Юрья Кировской области (с 1978 года).

## История
С 1958 на вооружение Советской Армии стали поступать ракетные комплексы с управляемыми баллистическими ракетами. Таким оружием оснащались инженерные бригады РВГК, напрямую подчинённые Штабу реактивных частей Советской Армии, и авиационные полки Дальней авиации – рода войск Военно-воздушных сил СССР.
22 августа 1958 года командующий 43-й воздушной армией Дальней авиации во исполнение организационной директивы заместителя министра обороны СССР от 25 июня 1958 года № орг/4/23867 подписал свою директиву за № 57/001737 о формировании 122-го авиационного полка, вооружённого ракетной техникой, в составе 83-й авиационной дивизии. Полк как войсковая часть 18278 формировался в сентябре-декабре 1958 года в г. Умань Черкасской области.
С января 1959 года личный состав полка приступил к теоретическому изучению ракетного комплекса с управляемой баллистической ракетой Р-2 (8Ж38) оперативно-тактического класса (максимальная дальность стрельбы – 600 км).
В апреле 1959 года 122-й авиационный полк переименовывается в 122-й инженерный полк РВГК с переформированием на новую организационно-штатную структуру (директива Генерального штаба Вооружённых Сил СССР от 4 апреля 1959 года № орг/4/71510). В составе полка формируются два стартовых дивизиона, состоящие каждый из четырёх стартовых батарей, и дивизион транспортировки ракет и заправки компонентами ракетного топлива.
После освоения личным составом ракетного комплекса с ракетой Р-2 полк в полном составе вместе с ракетной техникой 25 мая 1959 года убывает на 4-й Государственный центральный полигон Капустин Яр (Астраханская область). Там личный состав полка подготовил и провёл шесть учебно-боевых пусков ракеты Р-2 (первый пуск был проведён 3 июля 1959 года). Все пуски были успешными.
В начале августа 1959 года 122-й инженерный полк РВГК переименовывается в 79-й инженерный полк РВГК (директива Главного штаба ВВС от 5 августа 1959 года № 341401) с одновременной передачей его из состава 43-й воздушной армии Дальней авиации в 25-ю авиационную дивизию 50-й воздушной армии Дальней авиации (штаб армии в г. Смоленск). Командованием 50-й воздушной армии принимается решение о перевооружении 79-го инженерного полка РВГК на новый ракетный комплекс с ракетой средней дальности Р-12 (8К63). Максимальная дальность стрельбы этой ракеты составляла 2000 км.
В течение августа-сентября 1959 года личный состав полка принимает поставленную от предприятий промышленности новую ракетную технику, изучает и осваивает её с помощью специалистов 4 ГЦП. Завершающим этапом переучивания полка на новую ракетную технику стало успешное проведение 25 сентября 1959 года учебно-боевого пуска ракеты Р-12.
В сентябре-октябре 1959 года 79-й инженерный полк РВГК в полном составе перебазируется на новое место дислокации – город Плунге Литовской ССР (ракетная база Плокштине).
С 1 января 1960 года полк начал подготовку к заступлению на боевое дежурство – и это событие состоялось 16 мая 1960 года (в эти дни в РВСН на боевое дежурство заступили первые пять инженерных полков РВГК, вооружённых ракетным комплексом с ракетой Р-12).
К этому времени 79-й инженерный полк РВГК согласно приказу министра обороны СССР был исключён из состава 25-й авиационной дивизии и передан в состав РВСН – в 85-ю инженерную бригаду РВГК (штаб бригады в г. Таураге Литовской ССР). Вскоре 85-я инженерная бригада РВГК переименовывается в 29-ю гвардейскую ракетную дивизию, а 79-й инженерный полк РВГК – в 79-й ракетный полк (директива главнокомандующего РВСН от 4 июля 1960 года № 866394).
14 декабря 1960 года 79-му ракетному полку по преемственности вручается Боевое Знамя 198-го гвардейского бомбардировочного Севастопольского Краснознамённого авиационного полка, и полк получает новое наименование – 79-й гвардейский ракетный Севастопольский Краснознамённый полк.
С 1 июня 1961 года полк переходит на новую организационно-штатную структуру, с формированием дополнительно 3-го стартового дивизиона с шахтными пусковыми установками ракеты Р-12У (8К63У).
В 1962 году полк принимал участие в операции «Анадырь» с передислокацией на остров Куба. В июле 1962 года согласно директиве начальника Главного штаба РВСН от 13 июля 1962 года № 4/249 полк передаётся в состав вновь сформированной 51-й ракетной дивизии. Эта дивизия формировалась на базе 43-й ракетной дивизии (штаб в г. Ромны Сумской области) для последующей передислокации и развёртывания на Кубе. Она включала в себя пять ракетных полков и пять подвижных ремонтно-технических баз. Три полка были вооружены ракетным комплексом с ракетой Р-12 и два полка – ракетным комплексом с ракетой Р-14 (8К65).
При передаче в состав 51-й ракетной дивизии 79-й гвардейский ракетный полк был переименован в 514-й гвардейский ракетный полк (условное наименование – войсковая часть 10804). В период с 10 августа по 6 сентября 1962 года полк в составе двух ракетных дивизионов вместе с ракетной техникой и имуществом на 15 железнодорожных эшелонах переместился в г. Севастополь для последующей погрузки на морские суда.
После убытия полка в Севастополь из Сибири (г. Омск) в Плунге прибыл 343-й ракетный полк (в/ч 44180). На основе личного состава этого полка и оставшегося 3-го стартового дивизиона с шахтными пусковыми установками формируется обновлённый 79-й гвардейский ракетный Севастопольский Краснознамённый полк. 
514-й гвардейский ракетный полк с 25 августа по 21 сентября 1962 года на шести морских судах (пять океанских сухогрузов и одно пассажирское судно) убыл на Кубу.
После прибытия судов в кубинские порты и их разгрузки полк 12 октября 1962 года в полном составе сосредоточился в отрекогнисцированном полевом позиционном районе (вблизи г. Сагуа-ла-Гранде, провинция Санта-Клара).  20 октября 1962 года первым в 51-й ракетной дивизии заступил на боевое дежурство в установленной боевой готовности в составе восьми наземных пусковых установок с ракетами Р-12.
После самой острой фазы Карибского кризиса, наступившей в ночь с 27 на 28 октября 1962 года, когда политическому руководству СССР и США удалось достигнуть компромисса и в буквальном смысле отступить от края пропасти, отделявший мир от ядерной войны, 514-й гвардейский ракетный полк получил задачу: к исходу 31 октября 1962 года демонтировать стартовые и технические позиции, а боезапас до 7 ноября 1962 года вывезти в порт погрузки Касильда и отправить в Советский Союз. Вслед за этим надлежало перебазировать и ракетную технику полка.
В период с 7 ноября по 30 декабря 1962 года полк на девяти морских судах перебазировался в Советский Союз (порты выгрузки – Балтийск на Балтийском море и Николаев на Чёрном море). Уже 3 января 1963 года полк в полном составе был сосредоточен в прежнем месте постоянной дислокации – г. Плунге Литовской ССР.
12 января 1963 года 514-й гвардейский ракетный полк во исполнение директивы главнокомандующего РВСН от 19 декабря 1962 года № 4/701 вновь был переименован в 79-й гвардейский ракетный Севастопольский Краснознамённый полк с возвращением его в состав 29-й гвардейской ракетной дивизии. В состав полка дополнительно был включён 3-й стартовый дивизион с шахтными пусковыми установками, который, как уже было отмечено, с 1 января 1963 года нёс боевое дежурство. Одновременно был расформирован и базировавшийся в Плунге обновлённый 79-й ракетный полк. Личный состав этого полка пошёл на доукомплектования ракетных полков других ракетных дивизий 50-й ракетной армии. С 1 февраля 1963 года 1-й и 2-й стартовые дивизионы полка приступили к несению боевого дежурства.
С 25 марта по 15 апреля 1963 года 79-й гвардейский ракетный полк во исполнение организационной директивы Генерального штаба Вооружённых Сил СССР от 4 марта 1963 года №орг/9/47701 перешёл на новые штаты. Структуру полка составили управление полка, 1-й и 2-й ракетные дивизионы с наземными пусковыми установками с ракетами Р-12 и 3-й ракетный дивизион с шахтными пусковыми установками с ракетами Р-12У. Всего в боевом составе полка было 12 пусковых установок.
В последующие годы, вплоть до 21 августа 1978 года, 79-й гвардейский ракетный Севастопольский Краснознамённый полк нёс боевое дежурство в месте постоянной дислокации г. Плунге Литовской ССР.
21 августа 1978 года 79-й гвардейский ракетный Севастопольский Краснознамённый полк снимается с боевого дежурства и  передаётся в состав 8-й ракетной дивизии (пгт Юрья Кировской области), входящей в 27-ю ракетную армию (штаб армии в г. Владимир). Полку присваивается условное наименование 19970 и вручается Боевое Знамя "79-й Гвардейский ракетный Севастопольский Краснознамённый полк"
После передислокации в пгт Юрья 79-й гвардейский ракетный Севастопольский Краснознамённый полк во исполнение директивы Генерального штаба Вооружённых Сил СССР от 12 января 1979 года № 314/6/00133 переформировывается в штат с ракетным комплексом РСД-10 "Пионер". 3 декабря 1979 года личный состав полка убывает на переподготовку на 4 ГЦП, где осваивает новый подвижный ракетный комплекс РСД-10 "Пионер". 
9 апреля 1980 года личный состав полка возвращается в пункт постоянной дислокации и приступает к подготовке к несению боевого дежурства. 
10 сентября 1980 года, после проверки уровня боевой готовности подразделений полка комиссией командующего 27-й ракетной армией, полк допускается к несению опытно-боевого дежурства. 30 сентября 1980 года в/ч 19970 - 79-й гвардейский ракетный Севастопольский Краснознамённый полк заступил на боевое дежурство по защите нашей Родины (приказ главнокомандующего РВСН от 22 сентября 1980 года № 0055).
В 1984 году на вооружение РВСН начал поступать подвижный грунтовый ракетный комплекс «Тополь» межконтинентальной дальности. В соответствии с директивой главнокомандующего РВСН от 9 марта 1984 года № 432/3/00162 с 15 июля 1984 года 79-й гвардейский ракетный Севастопольский Краснознамённый полк снимается с боевого дежурства и переводится на новый штат (РК «Тополь»).
По завершении переформирования на новый штат полк 3 сентября 1984 года убывает для переподготовки в 3-й учебный центр РВСН, расположенный на территории 1-го Государственного испытательного космодрома Плесецк (Архангельская область). Успешно закончив переучивание личного состава, полк 28 октября 1984 года возвращается в пункт постоянной дислокации и приступает к проведению мероприятий по переоборудованию стационарной стартовой позиции под вооружение и технику нового ракетного комплекса «Тополь».
Приём новых вооружений и техники личный состав полка осуществил в апреле-июне 1985 года на контрольно-испытательной базе 1-го ГИК. 
В новом качестве полк заступил на боевое дежурство 30 июня 1985 года (приказ главнокомандующего РВСН от 19 июня 1985 года № 0047).
В 1993 г. 8-я ракетная дивизия в которую входит 79-й гвардейский ракетный Севастопольский Краснознамённый полк передаётся в состав 31-й ракетной армии (штаб армии в г. Оренбург).
В связи со вступлением в силу 1 июня 2003 года Договора между Российской Федерацией и Соединёнными Штатами Америки о сокращении стратегических наступательных потенциалов в РВСН начались мероприятия по сокращению боевого состава. И 79-й гвардейский ракетный Севастопольский Краснознамённый полк попал под сокращение в связи с выработкой продлённого эксплуатационного ресурса подвижного грунтового ракетного комплекса «Тополь».
1 августа 2004 года полк был снят с боевого дежурства. К моменту снятия 79-го гвардейского ракетного Севастопольского Краснознамённого полка с боевого дежурства, вооружение и техника полка выработали почти двойной гарантийный ресурс.
22 сентября 2004 года в полку были завершены все работы по снятию с боевого дежурства, вооружение и техника сданы в арсеналы РВСН для последующей утилизации.
1 декабря 2004 года 79-й гвардейский ракетный Севастопольский Краснознамённый полк во исполнение приказа командующего РВСН от 11 июня 2004 года № 030 был расформирован и прекратил своё существование. Боевое Знамя полка передано на хранение в Центральный музей Вооружённых Сил РФ (г. Москва, улица Советской Армии, дом 2).
Ежегодный День части 79-го гвардейского ракетного Севастопольского Краснознамённого полка отмечался 4 августа по дате формирования 125-го бомбардировочного авиационного полка.

## Прежние наименования:
04.08.1940 г. - 125-й бомбардировочный авиационный полк
29.09.42 переименован в 125-й авиационный полк дальнего действия
26.03.43 г. переименован в 15-й гвардейский авиационный полк дальнего действия
24.05.44 г. присвоено почётное наименование Севастопольский: 15-й гвардейский Севастопольский авиационный полк дальнего действия
19.08.44 г. награждён орденом Красного Знамени: 15-й гвардейский Севастопольский Краснознамённый авиационный полк дальнего действия
26.12.44 г. переименован в 15-й гвардейский бомбардировочный Севастопольский Краснознамённый авиационный полк
21.12.45 г. переименован в 198-й гвардейский бомбардировочный Севастопольский Краснознамённый авиационный полк
1952 - 1959 г. 198-й гвардейский тяжёлый бомбардировочный Севастопольский Краснознамённый авиационный полк.
1959 - авиационный полк расформирован с последующей передачей в 1960 году Боевого Знамени ракетному полку
22.08.1958 г. вновь сформированный 122-й авиационный полк (в/ч 18278)
04.04.1959 г. переименован в 122-й инженерный полк Резерва Верховного Главного Командования (РВГК)
05.08.1959 г. переименован в 79-й инженерный полк РВГК
04.07.1960 г. переименован в 79-й ракетный полк
14.12.1960 переименован в 79-й гвардейский ракетный Севастопольский Краснознамённый полк (по преемственности от 198-го гвардейского бомбардировочного Севастопольского Краснознамённого авиационного полка)
21.08.1978   Полку присваивается условное наименование в/ч 19970 и вручается Боевое Знамя "79-й гвардейский ракетный Севастопольский Краснознамённый полк"

## Командиры
- Полковник Олег Николаевич Бабич  ??.06.2002—01.12.2004
- Полковник Кулай Анатолий Григорьевич  22.12.1998—??.06.2002
- Полковник Кириленко Сергей Иванович 28.06.1997—22.12.1998
- Полковник Бесфамильный Владимир Константинович 31.12.1993 - 28.06.1997
- Подполковник Васильев Вадим Анатольевич 12.07.1991 - 31.12.1993
- Подполковник Колосов Иван Яковлевич 21.10.1989 - 12.07.1991
- Подполковник Кокорин Евгений Николаевич 05.08.1985 - 21.10.1989
- Полковник Долгополый Василий Николаевич 06.04.1982 - 05.08.1985
- Подполковник Чащин Альберт николаевич                1979- 06.04.1982
- Полковник Колесниченко Владимир Никифорович
- Полковник Сидоров Иван Силантьевич
- Полковник Ящук Владимир Порфирьевич
- Подполковник Романюк Михаил Иванович
- Подполковник Солоха Николай Иванович
- Подполковник Куликовский Иван Юльянович
- Майор Будилов Жан Николаевич                        1978- 1979